# HC Slavia Praha 2016/2017

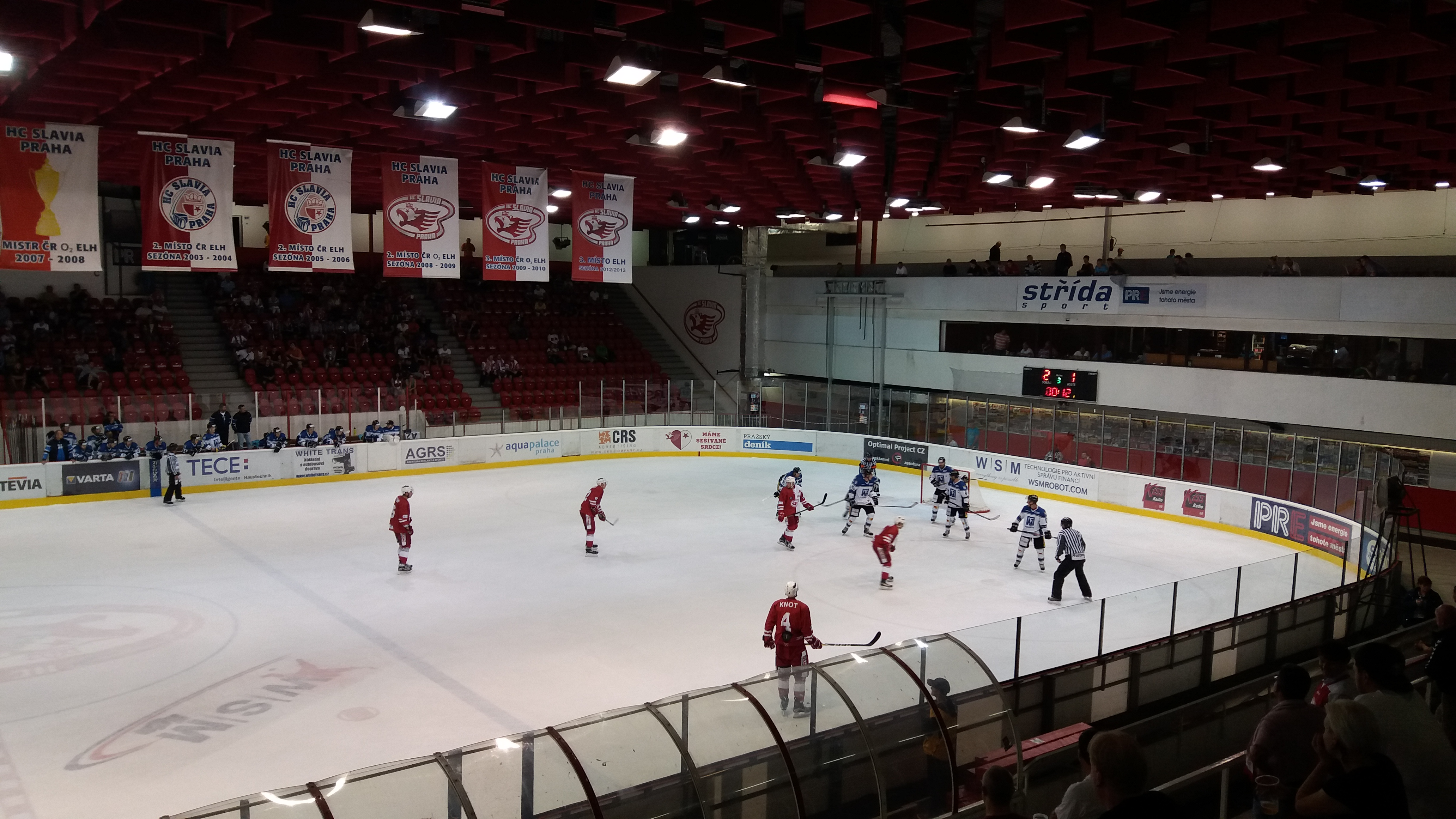
Momentka z utkání HC Slavia Praha – HC AZ 2010 Havířov

HC Slavia Praha 2016/2017 popisuje působení hokejového klubu HC Slavia Praha ve druhé nejvyšší české soutěži v sezóně 2016/2017.

## Příprava
| 3. srpna 2016 18.00 | HC Kobra Praha      | 1 : 8 (0:2, 1:3, 0:3)               | HC Slavia Praha | Zimní stadion Kobra |  |
| Pavel Bílek         | Pavel Bílek         | Brankáři                            | Dominik Frodl (0–38) David Pírs (39–60) |                     |  |
| Jakub Verbík 27:31' | Jakub Verbík 27:31' | 0:1 0:2 0:3 0:4 1:4 1:5 1:6 1:7 1:8 | 04:02' David Šafránek 15:46' David Matějka 21:00' Jaroslav Markovič 25:21' Martin Ondráček 29:34' Martin Kadlec 49:12' Denis Heldák 54:42' Jaromír Kverka 58:41' Jaromír Kverka |                     |  |
| 12 min              | 12 min              | Tresty                              | 22 min |                     |  |

| 4. srpna 2016 18.00                                                                                      | HC Slavia Praha                                                                                          | 5 : 2 (0:1, 4:0, 1:1)       | HC Energie Karlovy Vary                    | Zimní stadion Eden |  |
| Dominik Frodl                                                                                            | Dominik Frodl                                                                                            | Brankáři                    | David Honzík                               |                    |  |
| Roman Chlouba 27:01' Jaromír Kverka 28:36' Antonín Dušek 31:23' Jaroslav Markovič 32:00' Jiří Rys 41:40' | Roman Chlouba 27:01' Jaromír Kverka 28:36' Antonín Dušek 31:23' Jaroslav Markovič 32:00' Jiří Rys 41:40' | 0:1 1:1 2:1 3:1 4:1 5:1 5:2 | 14:47' Nikita Lisov 53:02' Václav Skuhravý |                    |  |
| 18 min                                                                                                   | 18 min                                                                                                   | Tresty                      | 6 min                                      |                    |  |

| 9. srpna 2016 10.30                                                                                 | BK Mladá Boleslav                                                                                   | 5 : 1 (2:0, 3:1, 0:0)   | HC Slavia Praha | ŠKO-ENERGO Aréna                                                     |  |
| Jan Lukáš                                                                                           | Jan Lukáš                                                                                           | Brankáři                | Alexandr Hylák  | Rozhodčí: Radek Wagner Petr Macháč Čároví: Michal Záhora Jiří Veselý |  |
| Jakub Orsava 04:56' Petr Vampola 18:39' Jakub Orsava 27:22' Dominik Volek 37:45' David Štich 38:16' | Jakub Orsava 04:56' Petr Vampola 18:39' Jakub Orsava 27:22' Dominik Volek 37:45' David Štich 38:16' | 1:0 2:0 2:1 3:1 4:1 5:1 | 21:09' Jiří Rys | Rozhodčí: Radek Wagner Petr Macháč Čároví: Michal Záhora Jiří Veselý |  |
| 10 min                                                                                              | 10 min                                                                                              | Tresty                  | 10 min          | Rozhodčí: Radek Wagner Petr Macháč Čároví: Michal Záhora Jiří Veselý |  |

| 11. srpna 2016 17.30                      | HC Slavia Praha                           | 2 : 1 (0:1, 2:0, 0:0) | Rytíři Kladno      | Zimní stadion Eden |  |
| Alexandr Hylák                            | Alexandr Hylák                            | Brankáři              | Miroslav Hanuljak  |                    |  |
| Tomáš Andrlík 33:30' Antonín Dušek 36:51' | Tomáš Andrlík 33:30' Antonín Dušek 36:51' | 0:1 1:1 2:1           | 04:18' Petr Havlůj |                    |  |
| 4 min                                     | 4 min                                     | Tresty                | 6 min              |                    |  |

| 12. srpna 2016 17.00                    | HC Slavia Praha                         | 2 : 0 (1:0, 0:0, 1:0) | Anyang Halla | Zimní stadion Eden                                        |  |
| Dominik Frodl                           | Dominik Frodl                           | Brankáři              | Matt Dalton  | Rozhodčí: Michal Škrobák Čároví: Jakub Frodl Ondřej Žídek |  |
| Roman Chlouba 14:09' Miha Štebih 43:35' | Roman Chlouba 14:09' Miha Štebih 43:35' | 1:0 2:0               |              | Rozhodčí: Michal Škrobák Čároví: Jakub Frodl Ondřej Žídek |  |
| 6 min                                   | 6 min                                   | Tresty                | 8 min        | Rozhodčí: Michal Škrobák Čároví: Jakub Frodl Ondřej Žídek |  |

| 16. srpna 2016 17.30    | HC Verva Litvínov       | 1 : 2 SN (0:1, 0:0, 1:0) | HC Slavia Praha                | Zimní stadion Ivana Hlinky Návštěvnost: 905 |  |
| Jaroslav Janus          | Jaroslav Janus          | Brankáři                 | Alexandr Hylák                 |                                             |  |
| Michal Trávníček 54:41' | Michal Trávníček 54:41' | 0:1 1:1 SN               | 15:10' Jan Pohl Jaromír Kverka |                                             |  |
| 10 min                  | 10 min                  | Tresty                   | 10 min                         |                                             |  |

| 23. srpna 2016 17.00                           | Rytíři Kladno                                  | 1 : 9 (0:2, 0:3, 1:4)                   | HC Slavia Praha | ČEZ stadion Kladno                                               |  |
| Lukáš Cikánek (0–41) Miroslav Hanuljak (42–60) | Lukáš Cikánek (0–41) Miroslav Hanuljak (42–60) | Brankáři                                | Dominik Frodl | Rozhodčí: Alexander Pavlovič Čároví: Jiří Ondráček Roman Frühauf |  |
| Petr Tenkrát 57:58'                            | Petr Tenkrát 57:58'                            | 0:1 0:2 0:3 0:4 0:5 0:6 0:7 0:8 0:9 1:9 | 00:47' Henri Tuominen 18:11' Ronald Knot 20:16' Antonín Dušek 24:17' Peter Hraško 30:57' Jiří Rys 40:56' Jaromír Kverka 41:19' David Šafránek 51:32' Martin Ondráček 55:16' Milan Mikulík | Rozhodčí: Alexander Pavlovič Čároví: Jiří Ondráček Roman Frühauf |  |
| 14 min                                         | 14 min                                         | Tresty                                  | 6 min | Rozhodčí: Alexander Pavlovič Čároví: Jiří Ondráček Roman Frühauf |  |

| 26. srpna 2016 17.30                     | HC Slavia Praha                          | 2 : 0    | HC Red Ice Martigny-Verbier | Zimní stadion Eden |  |
| Alexandr Hylák                           | Alexandr Hylák                           | Brankáři | Reto Lory                   |                    |  |
| Antonín Dušek 06:45' Marek Drtina 55:31' | Antonín Dušek 06:45' Marek Drtina 55:31' | 1:0 2:0  |                             |                    |  |
| 16 min                                   | 16 min                                   | Tresty   | 41 min                      |                    |  |

| 30. srpna 2016 17.30                      | HC Slavia Praha                           | 2 : 3 SN (0:0, 1:2, 1:0 – 0:0 – 0:1) | HC Sparta Praha                                   | Zimní stadion Eden Návštěvnost: 2150                               |  |
| Alexandr Hylák                            | Alexandr Hylák                            | Brankáři                             | Jakub Škarek                                      | Rozhodčí: Pavel Würtherle Jan Jílek Čároví: Jakub Frodl Josef Špůr |  |
| Antonín Dušek 29:33' Tomáš Jiránek 52:53' | Antonín Dušek 29:33' Tomáš Jiránek 52:53' | 0:1 1:1 1:2 2:2 SN                   | 26:38' Jiří Černoch 35:14' Tomáš Netík Petr Vrána | Rozhodčí: Pavel Würtherle Jan Jílek Čároví: Jakub Frodl Josef Špůr |  |
| 8 min                                     | 8 min                                     | Tresty                               | 16 min                                            | Rozhodčí: Pavel Würtherle Jan Jílek Čároví: Jakub Frodl Josef Špůr |  |

| 2. září 2016 18.00                   | HC Energie Karlovy Vary              | 2 : 3 (1:1, 1:1, 0:1) | HC Slavia Praha                                                 | Zimní stadion Karlovy Vary                                               |  |
| David Honzík                         | David Honzík                         | Brankáři              | Alexandr Hylák                                                  | Rozhodčí: Martin Grech Michal Kostourek Čároví: Tomáš Gerát Daniel Hynek |  |
| Radim Matuš 11:39' Jakub Flek 30:21' | Radim Matuš 11:39' Jakub Flek 30:21' | 1:0 1:1 2:1 2:2 2:3   | 18:51' Zdeněk Kubica 30:53' David Šafránek 54:21' Tomáš Jiránek | Rozhodčí: Martin Grech Michal Kostourek Čároví: Tomáš Gerát Daniel Hynek |  |
| 18 min                               | 18 min                               | Tresty                | 22 min                                                          | Rozhodčí: Martin Grech Michal Kostourek Čároví: Tomáš Gerát Daniel Hynek |  |

## WSM Liga

### Základní část
| 7. září 2016 18.00                                                                                           | HC Slavia Praha                                                                                              | 5 : 3 (1:0, 1:3, 3:0)           | ČEZ Motor České Budějovice                               | Zimní stadion Eden Návštěvnost: 2351                                         |  |
| Alexandr Hylák                                                                                               | Alexandr Hylák                                                                                               | Brankáři                        | Ondřej Bláha                                             | Rozhodčí: Oldřich Hejduk Svatopluk Kopeček Čároví: Ondřej Polák Lukáš Rampír |  |
| Jaromír Kverka 10:39' Henri Tuominen 28:06' Jaromír Kverka 50:29' David Šafránek 56:23' Antonín Dušek 59:23' | Jaromír Kverka 10:39' Henri Tuominen 28:06' Jaromír Kverka 50:29' David Šafránek 56:23' Antonín Dušek 59:23' | 1:0 1:1 2:1 2:2 2:3 3:3 4:3 5:3 | 20:32' Josef Straka 31:12' Rok Pajič 39:08' Josef Straka | Rozhodčí: Oldřich Hejduk Svatopluk Kopeček Čároví: Ondřej Polák Lukáš Rampír |  |
| 20 min | 20 min | Tresty                          | 10 min                                                   | Rozhodčí: Oldřich Hejduk Svatopluk Kopeček Čároví: Ondřej Polák Lukáš Rampír |  |
| 34 | 34 | Střely                          | 37                                                       | Rozhodčí: Oldřich Hejduk Svatopluk Kopeček Čároví: Ondřej Polák Lukáš Rampír |  |

| 9. září 2016 17.30                 | HC Benátky nad Jizerou             | 2 : 3 PP (1:0, 1:0, 0:2 – 0:1) | HC Slavia Praha                                                 | Zimní stadion Benátky nad Jizerou Návštěvnost: 567        |  |
| Petr Kváča                         | Petr Kváča                         | Brankáři                       | Alexandr Hylák                                                  | Rozhodčí: Tomáš Luczków Čároví: Michal Jílek Martin Šperl |  |
| Ivan Ďurač 11:56' Jan Víšek 31:14' | Ivan Ďurač 11:56' Jan Víšek 31:14' | 1:0 2:0 2:1 2:2 2:3            | 47:21' Tomáš Jiránek 56:47' Roman Chlouba 64:28' David Šafránek | Rozhodčí: Tomáš Luczków Čároví: Michal Jílek Martin Šperl |  |
| 12 min                             | 12 min                             | Tresty                         | 6 min                                                           | Rozhodčí: Tomáš Luczków Čároví: Michal Jílek Martin Šperl |  |
| 31                                 | 31                                 | Střely                         | 42                                                              | Rozhodčí: Tomáš Luczków Čároví: Michal Jílek Martin Šperl |  |

| 12. září 2016 18.00                         | HC Slavia Praha                             | 2 : 1 (0:0, 1:1, 1:0) | HC AZ Havířov 2010 | Zimní stadion Eden Návštěvnost: 855                            |  |
| Alexandr Hylák                              | Alexandr Hylák                              | Brankáři              | Marek Laco         | Rozhodčí: Michal Kostourek Čároví: Milan Jindra Martin Kreuzer |  |
| David Šafránek 33:58' Jaromír Kverka 57:08' | David Šafránek 33:58' Jaromír Kverka 57:08' | 0:1 1:1 2:1           | 21:01' Tomáš Gřeš  | Rozhodčí: Michal Kostourek Čároví: Milan Jindra Martin Kreuzer |  |
| 8 min                                       | 8 min                                       | Tresty                | 8 min              | Rozhodčí: Michal Kostourek Čároví: Milan Jindra Martin Kreuzer |  |
| 33                                          | 33                                          | Střely                | 31                 | Rozhodčí: Michal Kostourek Čároví: Milan Jindra Martin Kreuzer |  |

| 14. září 2016 18.00                                         | Rytíři Kladno                                               | 3 : 2 (2:0, 0:1, 1:1) | HC Slavia Praha                             | ČEZ stadion Kladno Návštěvnost: 2368                               |  |
| Lukáš Cikánek                                               | Lukáš Cikánek                                               | Brankáři              | Alexandr Hylák                              | Rozhodčí: Jan Hribik Jakub Smitka Čároví: Ladislav Lučan Milan Kis |  |
| Petr Ton 09:17' Peter Jánský 14:21' Ladislav Zikmund 50:32' | Petr Ton 09:17' Peter Jánský 14:21' Ladislav Zikmund 50:32' | 1:0 2:0 2:1 3:1 3:2   | 29:05' David Šafránek 59:22' Henri Tuominen | Rozhodčí: Jan Hribik Jakub Smitka Čároví: Ladislav Lučan Milan Kis |  |
| 12 min                                                      | 12 min                                                      | Tresty                | 10 min                                      | Rozhodčí: Jan Hribik Jakub Smitka Čároví: Ladislav Lučan Milan Kis |  |
| 34                                                          | 34                                                          | Střely                | 37                                          | Rozhodčí: Jan Hribik Jakub Smitka Čároví: Ladislav Lučan Milan Kis |  |

| 17. září 2016 17.30                                                                     | HC Slavia Praha                                                                         | 4 : 1 (2:0, 1:1, 1:0) | HC Stadion Litoměřice | Zimní stadion Eden Návštěvnost: 955                     |  |
| Dominik Frodl                                                                           | Dominik Frodl                                                                           | Brankáři              | Patrik Rybár          | Rozhodčí: Michal Dědek Čároví: David Klouček Karel Lukš |  |
| David Šafránek 11:32' David Šafránek 16:24' Michal Dragoun 23:45' Michal Dragoun 59:43' | David Šafránek 11:32' David Šafránek 16:24' Michal Dragoun 23:45' Michal Dragoun 59:43' | 1:0 2:0 3:0 3:1 4:1   | 30:40' Ondřej Smetana | Rozhodčí: Michal Dědek Čároví: David Klouček Karel Lukš |  |
| 10 min                                                                                  | 10 min                                                                                  | Tresty                | 14 min                | Rozhodčí: Michal Dědek Čároví: David Klouček Karel Lukš |  |
| 32                                                                                      | 32                                                                                      | Střely                | 34                    | Rozhodčí: Michal Dědek Čároví: David Klouček Karel Lukš |  |

| 21. září 2016 18.00                                           | HC Slavia Praha                                               | 3 : 0 (0:0, 2:0, 1:0) | HC Dukla Jihlava | Zimní stadion Eden Návštěvnost: 1112                                     |  |
| Alexandr Hylák                                                | Alexandr Hylák                                                | Brankáři              | Jakub Škarek     | Rozhodčí: Vladimír Pešina Kamil Hlinka Čároví: Michal Jílek Martin Šperl |  |
| Tomáš Jiránek 37:17' Marek Drtina 38:32' Zdeněk Kubica 58:11' | Tomáš Jiránek 37:17' Marek Drtina 38:32' Zdeněk Kubica 58:11' | 1:0 2:0 3:0           |                  | Rozhodčí: Vladimír Pešina Kamil Hlinka Čároví: Michal Jílek Martin Šperl |  |
| 12 min                                                        | 12 min                                                        | Tresty                | 18 min           | Rozhodčí: Vladimír Pešina Kamil Hlinka Čároví: Michal Jílek Martin Šperl |  |
| 31                                                            | 31                                                            | Střely                | 30               | Rozhodčí: Vladimír Pešina Kamil Hlinka Čároví: Michal Jílek Martin Šperl |  |

| 24. září 2016 17.30                                                                             | SK Horácká Slavia Třebíč                                                                        | 5 : 2 (2:1, 1:1, 2:0)       | HC Slavia Praha                            | Zimní stadion města Třebíče - Mann+Hummel Arena Návštěvnost: 1920 |  |
| Pavel Jekel                                                                                     | Pavel Jekel                                                                                     | Brankáři                    | Alexandr Hylák                             | Rozhodčí: Pavel Würtherle Čároví: Jan Čížek Petr Křivohlavý       |  |
| Roman Erat 17:08' Matěj Psota 19:53' Roman Erat 36:54' Jan Milfait 40:54' David Dolníček 59:58' | Roman Erat 17:08' Matěj Psota 19:53' Roman Erat 36:54' Jan Milfait 40:54' David Dolníček 59:58' | 1:0 1:1 2:1 2:2 3:2 4:2 5:2 | 17:48' Antonín Dušek 24:16' David Šafránek | Rozhodčí: Pavel Würtherle Čároví: Jan Čížek Petr Křivohlavý       |  |
| 2 min                                                                                           | 2 min                                                                                           | Tresty                      | 2 min                                      | Rozhodčí: Pavel Würtherle Čároví: Jan Čížek Petr Křivohlavý       |  |
| 28                                                                                              | 28                                                                                              | Střely                      | 33                                         | Rozhodčí: Pavel Würtherle Čároví: Jan Čížek Petr Křivohlavý       |  |

| 26. září 2016 18.00   | HC Slavia Praha       | 1 : 4 (1:0, 0:2, 0:2) | HC Most                                                                      | Zimní stadion Eden Návštěvnost: 658                     |  |
| Alexandr Hylák        | Alexandr Hylák        | Brankáři              | Jaroslav Hübl                                                                | Rozhodčí: Tomáš Luczków Čároví: Jan Čížek David Potůček |  |
| Jaromír Kverka 19:54' | Jaromír Kverka 19:54' | 1:0 1:1 1:2 1:3 1:4   | 23:45' Jan Alinč 34:13' Lukáš Válek 49:39' Jaroslav Šimeček 57:31' Tomáš Rod | Rozhodčí: Tomáš Luczków Čároví: Jan Čížek David Potůček |  |
| 4 min                 | 4 min                 | Tresty                | 10 min                                                                       | Rozhodčí: Tomáš Luczków Čároví: Jan Čížek David Potůček |  |
| 49                    | 49                    | Střely                | 29                                                                           | Rozhodčí: Tomáš Luczków Čároví: Jan Čížek David Potůček |  |

| 28. září 2016 18.00                    | SK Kadaň                               | 2 : 3 PP (0:1, 2:0, 0:1 – 0:1) | HC Slavia Praha                                            | Stadion města Kadaň Návštěvnost: 641                        |  |
| Tomáš Král                             | Tomáš Král                             | Brankáři                       | Dominik Frodl                                              | Rozhodčí: Matěj Sýkora Čároví: Zuzana Svobodová Marek Šmika |  |
| Robert Černý 36:22' Radek Havel 36:49' | Robert Černý 36:22' Radek Havel 36:49' | 0:1 1:1 2:1 2:2 2:3            | 12:45' Antonín Dušek 59:47' Jaromír Kverka 62:22' Jan Pohl | Rozhodčí: Matěj Sýkora Čároví: Zuzana Svobodová Marek Šmika |  |
| 22 min                                 | 22 min                                 | Tresty                         | 12 min                                                     | Rozhodčí: Matěj Sýkora Čároví: Zuzana Svobodová Marek Šmika |  |
| 30                                     | 30                                     | Střely                         | 34                                                         | Rozhodčí: Matěj Sýkora Čároví: Zuzana Svobodová Marek Šmika |  |

| 1. října 2016 17.30                                              | HC Slavia Praha                                                  | 3 : 2 (2:1, 0:0, 1:1) | HC Frýdek-Místek                         | Zimní stadion Eden Návštěvnost: 897                      |  |
| Dominik Frodl                                                    | Dominik Frodl                                                    | Brankáři              | Juraj Šimboch                            | Rozhodčí: Radek Wagner Čároví: Martin Ševic Jan Votrubec |  |
| David Šafránek 05:36' Martin Kadlec 06:38' David Šafránek 40:17' | David Šafránek 05:36' Martin Kadlec 06:38' David Šafránek 40:17' | 1:0 1:1 2:1 3:1 3:2   | 06:21' Vít Christov 59:10' Vladimír Luka | Rozhodčí: Radek Wagner Čároví: Martin Ševic Jan Votrubec |  |
| 6 min                                                            | 6 min                                                            | Tresty                | 4 min                                    | Rozhodčí: Radek Wagner Čároví: Martin Ševic Jan Votrubec |  |
| 36                                                               | 36                                                               | Střely                | 30                                       | Rozhodčí: Radek Wagner Čároví: Martin Ševic Jan Votrubec |  |

| 3. října 2016 18.00    | HC Slovan Ústí nad Labem | 1 : 2 PP (0:1, 1:0, 0:0 – 0:1) | HC Slavia Praha                           | Zimní stadion Ústí nad Labem Návštěvnost: 968           |  |
| Jakub Soukup           | Jakub Soukup             | Brankáři                       | Alexandr Hylák                            | Rozhodčí: Radek Wagner Čároví: Lukáš Podrazil Aleš Hejl |  |
| Patrik Poulíček 20:44' | Patrik Poulíček 20:44'   | 0:1 1:1 1:2                    | 01:24' Antonín Dušek 60:44' Milan Mikulík | Rozhodčí: Radek Wagner Čároví: Lukáš Podrazil Aleš Hejl |  |
| 8 min                  | 8 min                    | Tresty                         | 12 min                                    | Rozhodčí: Radek Wagner Čároví: Lukáš Podrazil Aleš Hejl |  |
| 40                     | 40                       | Střely                         | 34                                        | Rozhodčí: Radek Wagner Čároví: Lukáš Podrazil Aleš Hejl |  |

| 6. října 2016 18.00                                                                                | HC Slavia Praha                                                                                    | 5 : 4 SN (1:0, 2:2, 1:2 – 0:0 – 1:0) | HC Zubr Přerov                                                                  | Zimní stadion Eden Návštěvnost: 912                     |  |
| Alexandr Hylák                                                                                     | Alexandr Hylák                                                                                     | Brankáři                             | Lukáš Klimeš                                                                    | Rozhodčí: Pavel Obadal Čároví: Lukáš Kajínek Petr Bosák |  |
| Martin Kadlec 12:19' Miha Štebih 21:10' Jaromír Kverka 35:32' David Šafránek 56:33' Jaromír Kverka | Martin Kadlec 12:19' Miha Štebih 21:10' Jaromír Kverka 35:32' David Šafránek 56:33' Jaromír Kverka | 1:0 2:0 2:1 2:2 3:2 3:3 3:4 4:4 SN   | 30:14' Marek Sikora 35:10' Roman Pšurný 41:54' Jiří Goiš 45:48' Milan Procházka | Rozhodčí: Pavel Obadal Čároví: Lukáš Kajínek Petr Bosák |  |
| 12 min                                                                                             | 12 min                                                                                             | Tresty                               | 12 min                                                                          | Rozhodčí: Pavel Obadal Čároví: Lukáš Kajínek Petr Bosák |  |
| 43                                                                                                 | 43                                                                                                 | Střely                               | 29                                                                              | Rozhodčí: Pavel Obadal Čároví: Lukáš Kajínek Petr Bosák |  |

| 8. října 2016 18.00 | LHK Jestřábi Prostějov | 13 : 0 (2:0, 2:0, 9:0)                                  | HC Slavia Praha | Zimní stadion Prostějov Návštěvnost: 3258                         |  |
| Jakub Neužil | Jakub Neužil | Brankáři                                                | Dominik Šorf    | Rozhodčí: Zbyněk Kubičík Čároví: Vladimír Rožánek Martin Konvička |  |
| Lukáš Luňák 07:25' Ondřej Fiala 16:19' Martin Novák 33:39' Lukáš Krejčík 34:08' (t. s.) Ondřej Fiala 41:58' Matouš Venkrbec 43:24' Marek Švec 44:56' Jan Káňa 47:53' Lukáš Luňák 49:47' Jiří Půhoný 50:46' Jiří Půhoný 51:24' Matouš Venkrbec 56:20' Jan Rudovský 59:18' | Lukáš Luňák 07:25' Ondřej Fiala 16:19' Martin Novák 33:39' Lukáš Krejčík 34:08' (t. s.) Ondřej Fiala 41:58' Matouš Venkrbec 43:24' Marek Švec 44:56' Jan Káňa 47:53' Lukáš Luňák 49:47' Jiří Půhoný 50:46' Jiří Půhoný 51:24' Matouš Venkrbec 56:20' Jan Rudovský 59:18' | 1:0 2:0 3:0 4:0 5:0 6:0 7:0 8:0 9:0 10:0 11:0 12:0 13:0 |                 | Rozhodčí: Zbyněk Kubičík Čároví: Vladimír Rožánek Martin Konvička |  |
| 4 min | 4 min | Tresty                                                  | 4 min           | Rozhodčí: Zbyněk Kubičík Čároví: Vladimír Rožánek Martin Konvička |  |
| 43 | 43 | Střely                                                  | 17              | Rozhodčí: Zbyněk Kubičík Čároví: Vladimír Rožánek Martin Konvička |  |

| 12. října 2016 17.30                                          | ČEZ Motor České Budějovice                                    | 3 : 0 (1:0, 2:0, 0:0) | HC Slavia Praha | Budvar aréna Návštěvnost: 6012                             |  |
| David Gába                                                    | David Gába                                                    | Brankáři              | Dominik Frodl   | Rozhodčí: Jakub Smitka Čároví: Milan Jindra Martin Kreuzer |  |
| Miloslav Čermák 02:59' Lukáš Květoň 24:33' Tomáš Nouza 36:10' | Miloslav Čermák 02:59' Lukáš Květoň 24:33' Tomáš Nouza 36:10' | 1:0 2:0 3:0           |                 | Rozhodčí: Jakub Smitka Čároví: Milan Jindra Martin Kreuzer |  |
| 29 min                                                        | 29 min                                                        | Tresty                | 58 min          | Rozhodčí: Jakub Smitka Čároví: Milan Jindra Martin Kreuzer |  |
| 42                                                            | 42                                                            | Střely                | 24              | Rozhodčí: Jakub Smitka Čároví: Milan Jindra Martin Kreuzer |  |

| 17. října 2016 17.30 | HC Slavia Praha | 0 : 3 (0:2, 0:0, 0:1) | HC Benátky nad Jizerou                                | Zimní stadion Eden Návštěvnost: 917                       |  |
| Dominik Frodl        | Dominik Frodl   | Brankáři              | Roman Will                                            | Rozhodčí: Martin Grech Čároví: Milan Štofa Richard Coubal |  |
|                      |                 | 0:1 0:2 0:3           | 03:14' Lukáš Volf 12:59' Adam Volný 57:28' Jan Plodek | Rozhodčí: Martin Grech Čároví: Milan Štofa Richard Coubal |  |
| 6 min                | 6 min           | Tresty                | 8 min                                                 | Rozhodčí: Martin Grech Čároví: Milan Štofa Richard Coubal |  |
| 42                   | 42              | Střely                | 31                                                    | Rozhodčí: Martin Grech Čároví: Milan Štofa Richard Coubal |  |

| 19. října 2016 18.00                      | HC AZ Havířov 2010                        | 2 : 3 (1:2, 0:1, 1:0) | HC Slavia Praha                                                | K&K PNEU Aréna Návštěvnost: 1973                             |  |
| Marek Laco                                | Marek Laco                                | Brankáři              | Patrik Polívka                                                 | Rozhodčí: Pavel Mikula Čároví: Michal Vengřín Václav Hanzlík |  |
| Robert Říčka 11:59' David Dvořáček 57:55' | Robert Říčka 11:59' David Dvořáček 57:55' | 0:1 1:1 1:2 1:3 2:3   | 09:56' David Šafránek 14:56' Petr Beránek 38:24' Zdeněk Kubica | Rozhodčí: Pavel Mikula Čároví: Michal Vengřín Václav Hanzlík |  |
| 2 min                                     | 2 min                                     | Tresty                | 10 min                                                         | Rozhodčí: Pavel Mikula Čároví: Michal Vengřín Václav Hanzlík |  |
| 34                                        | 34                                        | Střely                | 27                                                             | Rozhodčí: Pavel Mikula Čároví: Michal Vengřín Václav Hanzlík |  |

| 22. října 2016 17.30                                                               | HC Slavia Praha                                                                    | 4 : 2 (2:0, 1:1, 1:1)   | Rytíři Kladno                                 | Zimní stadion Eden Návštěvnost: 1825                                   |  |
| Dominik Frodl                                                                      | Dominik Frodl                                                                      | Brankáři                | Miroslav Hanuljak                             | Rozhodčí: Oldřich Hejduk Tomáš Veselý Čároví: Roman Zídek Ondřej Polák |  |
| Ronald Knot 00:09' David Šafránek 04:52' Martin Kadlec 28:33' Antonín Dušek 59:36' | Ronald Knot 00:09' David Šafránek 04:52' Martin Kadlec 28:33' Antonín Dušek 59:36' | 1:0 2:0 2:1 3:1 3:2 4:2 | 28:08' Ladislav Zikmund 43:20' Jiří Cetkovský | Rozhodčí: Oldřich Hejduk Tomáš Veselý Čároví: Roman Zídek Ondřej Polák |  |
| 10 min                                                                             | 10 min                                                                             | Tresty                  | 14 min                                        | Rozhodčí: Oldřich Hejduk Tomáš Veselý Čároví: Roman Zídek Ondřej Polák |  |
| 36                                                                                 | 36                                                                                 | Střely                  | 31                                            | Rozhodčí: Oldřich Hejduk Tomáš Veselý Čároví: Roman Zídek Ondřej Polák |  |

| 26. října 2016 18.00                         | HC Stadion Litoměřice                        | 2 : 3 PP (0:1, 2:1, 0:0 – 0:1) | HC Slavia Praha                                         | Kalich aréna Návštěvnost: 1472                               |  |
| Ondřej Kacetl                                | Ondřej Kacetl                                | Brankáři                       | Dominik Frodl                                           | Rozhodčí: Michal Kostourek Čároví: Michal Jílek Martin Šperl |  |
| Václav Pletka 24:02' David Švagrovský 28:09' | Václav Pletka 24:02' David Švagrovský 28:09' | 0:1 1:1 2:1 2:2 2:3            | 14:18' Antonín Dušek 30:07' Martin Bača 62:26' Jan Holý | Rozhodčí: Michal Kostourek Čároví: Michal Jílek Martin Šperl |  |
| 8 min                                        | 8 min                                        | Tresty                         | 10 min                                                  | Rozhodčí: Michal Kostourek Čároví: Michal Jílek Martin Šperl |  |
| 27                                           | 27                                           | Střely                         | 38                                                      | Rozhodčí: Michal Kostourek Čároví: Michal Jílek Martin Šperl |  |

| 29. října 2016 17.30                        | HC Dukla Jihlava                            | 2 : 1 (1:0, 0:0, 1:1) | HC Slavia Praha    | Horácký zimní stadion Jihlava Návštěvnost: 2079          |  |
| Miroslav Svoboda                            | Miroslav Svoboda                            | Brankáři              | Dominik Frodl      | Rozhodčí: Jiří Kašík Čároví: Milan Jindra Martin Kreuzer |  |
| Tomáš Čachotský 16:31' Richard Diviš 47:56' | Tomáš Čachotský 16:31' Richard Diviš 47:56' | 1:0 2:0 2:1           | 56:56' Ronald Knot | Rozhodčí: Jiří Kašík Čároví: Milan Jindra Martin Kreuzer |  |
| 4 min                                       | 4 min                                       | Tresty                | 6 min              | Rozhodčí: Jiří Kašík Čároví: Milan Jindra Martin Kreuzer |  |
| 37                                          | 37                                          | Střely                | 24                 | Rozhodčí: Jiří Kašík Čároví: Milan Jindra Martin Kreuzer |  |

| 2. listopadu 2016 18.00                                    | HC Slavia Praha                                            | 3 : 2 PP (0:1, 2:1, 0:0 – 1:0) | SK Horácká Slavia Třebíč             | Zimní stadion Eden Návštěvnost: 672                     |  |
| Dominik Frodl                                              | Dominik Frodl                                              | Brankáři                       | Marek Čiliak                         | Rozhodčí: Radek Wagner Čároví: Aleš Hejl Lukáš Podrazil |  |
| Petr Beránek 33:44' Petr Beránek 36:05' Lukáš Endál 62:27' | Petr Beránek 33:44' Petr Beránek 36:05' Lukáš Endál 62:27' | 0:1 0:2 1:2 2:2 3:2            | 02:29' Petr Mrázek 32:25' Adam Raška | Rozhodčí: Radek Wagner Čároví: Aleš Hejl Lukáš Podrazil |  |
| 8 min                                                      | 8 min                                                      | Tresty                         | 14 min                               | Rozhodčí: Radek Wagner Čároví: Aleš Hejl Lukáš Podrazil |  |
| 41                                                         | 41                                                         | Střely                         | 35                                   | Rozhodčí: Radek Wagner Čároví: Aleš Hejl Lukáš Podrazil |  |

| 5. listopadu 2016 17.30 | HC Most             | 1 : 2 (0:1, 1:1, 0:0) | HC Slavia Praha                  | Zimní stadion Most Návštěvnost: 532                      |  |
| Michael Petrásek        | Michael Petrásek    | Brankáři              | Dominik Frodl                    | Rozhodčí: Jakub Smitka Čároví: Jan Votrubec Martin Ševic |  |
| Pavel Smolka 30:32'     | Pavel Smolka 30:32' | 0:1 0:2 1:2           | 08:29' Jan Pohl 29:29' Jan Novák | Rozhodčí: Jakub Smitka Čároví: Jan Votrubec Martin Ševic |  |
| 4 min                   | 4 min               | Tresty                | 10 min                           | Rozhodčí: Jakub Smitka Čároví: Jan Votrubec Martin Ševic |  |
| 32                      | 32                  | Střely                | 37                               | Rozhodčí: Jakub Smitka Čároví: Jan Votrubec Martin Ševic |  |

| 9. listopadu 2016 18.00                                    | HC Slavia Praha                                            | 3 : 1 (0:0, 2:1, 1:0) | SK Kadaň           | Zimní stadion Eden Návštěvnost: 612                   |  |
| Dominik Frodl                                              | Dominik Frodl                                              | Brankáři              | Jan Strmeň         | Rozhodčí: Adam Kika Čároví: Milan Kis Petr Křivohlavý |  |
| Jiří Rys 20:40' Václav Jankovský 21:10' Martin Bača 51:57' | Jiří Rys 20:40' Václav Jankovský 21:10' Martin Bača 51:57' | 1:0 2:0 2:1 3:1       | 32:29' Marek Račuk | Rozhodčí: Adam Kika Čároví: Milan Kis Petr Křivohlavý |  |
| 8 min                                                      | 8 min                                                      | Tresty                | 8 min              | Rozhodčí: Adam Kika Čároví: Milan Kis Petr Křivohlavý |  |
| 49                                                         | 49                                                         | Střely                | 35                 | Rozhodčí: Adam Kika Čároví: Milan Kis Petr Křivohlavý |  |

| 12. listopadu 2016 17.30                                      | HC Frýdek-Místek                                              | 3 : 4 PP (0:1, 1:0, 2:2 – 0:1) | HC Slavia Praha                                                               | Hala Polárka Návštěvnost: 1906                           |  |
| Juraj Šimboch                                                 | Juraj Šimboch                                                 | Brankáři                       | Patrik Polívka                                                                | Rozhodčí: Pavel Mikula Čároví: Karel Lukš Václav Hanzlík |  |
| Aron Chmielewski 33:33' David Klimša 43:34' Petr Kanko 53:41' | Aron Chmielewski 33:33' David Klimša 43:34' Petr Kanko 53:41' | 0:1 1:1 2:1 2:2 2:3 3:3 3:4    | 16:11' Lukáš Endál 43:53' Martin Kadlec 50:55' Jiří Rys 63:45' David Šafránek | Rozhodčí: Pavel Mikula Čároví: Karel Lukš Václav Hanzlík |  |
| 6 min                                                         | 6 min                                                         | Tresty                         | 18 min                                                                        | Rozhodčí: Pavel Mikula Čároví: Karel Lukš Václav Hanzlík |  |
| 38                                                            | 38                                                            | Střely                         | 24                                                                            | Rozhodčí: Pavel Mikula Čároví: Karel Lukš Václav Hanzlík |  |

| 14. listopadu 2016 18.00                                                                                 | HC Slavia Praha                                                                                          | 5 : 2 (2:0, 2:2, 1:0)       | HC Slovan Ústí nad Labem           | Zimní stadion Eden Návštěvnost: 705                     |  |
| Dominik Frodl                                                                                            | Dominik Frodl                                                                                            | Brankáři                    | Martin Volke                       | Rozhodčí: Martin Grech Čároví: Václav Beneš Milan Štofa |  |
| David Šafránek 10:02' David Šafránek 14:56' Pavel Kolařík 30:34' Antonín Dušek 35:36' Ronald Knot 45:02' | David Šafránek 10:02' David Šafránek 14:56' Pavel Kolařík 30:34' Antonín Dušek 35:36' Ronald Knot 45:02' | 1:0 2:0 2:1 2:2 3:2 4:2 5:2 | 25:27' Jan Dalecký 28:02' Jan Kloz | Rozhodčí: Martin Grech Čároví: Václav Beneš Milan Štofa |  |
| 24 min                                                                                                   | 24 min                                                                                                   | Tresty                      | 24 min                             | Rozhodčí: Martin Grech Čároví: Václav Beneš Milan Štofa |  |
| 32 | 32 | Střely                      | 37                                 | Rozhodčí: Martin Grech Čároví: Václav Beneš Milan Štofa |  |

| 16. listopadu 2016 18.00 | HC Zubr Přerov   | 1 : 2 (1:0, 0:2, 0:0) | HC Slavia Praha                         | Meo Aréna Návštěvnost: 2273                                   |  |
| Luboš Horčička           | Luboš Horčička   | Brankáři              | Patrik Polívka                          | Rozhodčí: Petr Přikryl Čároví: Lukáš Barteček Milan Gančarčík |  |
| Jiří Goiš 15:19'         | Jiří Goiš 15:19' | 1:0 1:1 1:2           | 27:32' Václav Jankovský 32:30' Jan Pohl | Rozhodčí: Petr Přikryl Čároví: Lukáš Barteček Milan Gančarčík |  |
| 2 min                    | 2 min            | Tresty                | 4 min                                   | Rozhodčí: Petr Přikryl Čároví: Lukáš Barteček Milan Gančarčík |  |
| 40                       | 40               | Střely                | 24                                      | Rozhodčí: Petr Přikryl Čároví: Lukáš Barteček Milan Gančarčík |  |

| 19. listopadu 2016 17.30                                                                                 | HC Slavia Praha                                                                                          | 5 : 4 PP (0:1, 1:3, 3:0 – 1:0       | LHK Jestřábi Prostějov                                                              | Zimní stadion Eden Návštěvnost: 1638                       |  |
| Patrik Polívka (0–34) Dominik Frodl (35–65)                                                              | Patrik Polívka (0–34) Dominik Frodl (35–65)                                                              | Brankáři                            | Pavel Kantor                                                                        | Rozhodčí: Jakub Valenta Čároví: Ondřej Malý Miroslav Šimán |  |
| Jan Schleiss 32:09' Václav Jankovský 43:21' Jiří Rys 47:06' Václav Jankovský 50:36' Antonín Dušek 64:54' | Jan Schleiss 32:09' Václav Jankovský 43:21' Jiří Rys 47:06' Václav Jankovský 50:36' Antonín Dušek 64:54' | 0:1 0:2 1:2 1:3 1:4 2:4 3:4 4:4 5:4 | 10:43' Patrik Moskal 31:51' Matěj Zabloudil 33:22' Jakub Šlahař 33:48' Martin Novák | Rozhodčí: Jakub Valenta Čároví: Ondřej Malý Miroslav Šimán |  |
| 6 min | 6 min | Tresty                              | 16 min                                                                              | Rozhodčí: Jakub Valenta Čároví: Ondřej Malý Miroslav Šimán |  |
| 37 | 37 | Střely                              | 38                                                                                  | Rozhodčí: Jakub Valenta Čároví: Ondřej Malý Miroslav Šimán |  |

| 23. listopadu 2016 18.00                 | HC Slavia Praha                          | 2 : 5 (1:1, 1:0, 0:4)       | ČEZ Motor České Budějovice                                                                              | Zimní stadion Eden Návštěvnost: 2065                      |  |
| Patrik Polívka                           | Patrik Polívka                           | Brankáři                    | Petr Kváča                                                                                              | Rozhodčí: Jakub Koziol Čároví: Radim Adamec Marian Poruba |  |
| Petr Beránek 06:41' Antonín Dušek 39:08' | Petr Beránek 06:41' Antonín Dušek 39:08' | 1:0 1:1 2:1 2:2 2:3 2:4 2:5 | 17:44' Michal Chovan 42:48' Miloslav Čermák 45:16' Ondřej Šulek 57:40' Miloslav Čermák 59:25' Rok Pajič | Rozhodčí: Jakub Koziol Čároví: Radim Adamec Marian Poruba |  |
| 12 min                                   | 12 min                                   | Tresty                      | 12 min                                                                                                  | Rozhodčí: Jakub Koziol Čároví: Radim Adamec Marian Poruba |  |
| 31                                       | 31                                       | Střely                      | 40 | Rozhodčí: Jakub Koziol Čároví: Radim Adamec Marian Poruba |  |

| 26. listopadu 2016 17.00                                        | HC Benátky nad Jizerou                                          | 3 : 6 (2:2, 1:1, 0:3)               | HC Slavia Praha | Zimní stadion Benátky nad Jizerou Návštěvnost: 620           |  |
| Ondřej Bláha                                                    | Ondřej Bláha                                                    | Brankáři                            | Dominik Frodl | Rozhodčí: Jan Doležal Čároví: Milan Kis Radek Špringl mladší |  |
| Josef Mikyska 13:06' Filip Pyrochta 17:57' Josef Mikyska 31:01' | Josef Mikyska 13:06' Filip Pyrochta 17:57' Josef Mikyska 31:01' | 0:1 0:2 1:2 2:2 3:2 3:3 3:4 3:5 3:6 | 03:09' Jiří Rys 04:38' Václav Jankovský 33:36' Václav Jankovský 46:10' Jan Schleiss 54:37' Antonín Dušek 59:54' Martin Šagát | Rozhodčí: Jan Doležal Čároví: Milan Kis Radek Špringl mladší |  |
| 8 min                                                           | 8 min                                                           | Tresty                              | 8 min | Rozhodčí: Jan Doležal Čároví: Milan Kis Radek Špringl mladší |  |
| 32                                                              | 32                                                              | Střely                              | 34 | Rozhodčí: Jan Doležal Čároví: Milan Kis Radek Špringl mladší |  |

| 30. listopadu 2016 18.00 | HC Slavia Praha | 0 : 4 (0:2, 0:1, 0:1) | HC AZ Havířov 2010                                                                 | Zimní stadion Eden Návštěvnost: 552                           |  |
| Patrik Polívka           | Patrik Polívka  | Brankáři              | Marek Laco                                                                         | Rozhodčí: Zbyněk Kubičík Čároví: Ladislav Lučan David Potůček |  |
|                          |                 | 0:1 0:2 0:3 0:4       | 08:09' Radek Pořízek 10:04' Michal Hlinka 36:23' David Dvořáček 49:05' Marek Kalus | Rozhodčí: Zbyněk Kubičík Čároví: Ladislav Lučan David Potůček |  |
| 6 min                    | 6 min           | Tresty                | 8 min                                                                              | Rozhodčí: Zbyněk Kubičík Čároví: Ladislav Lučan David Potůček |  |
| 28                       | 28              | Střely                | 43                                                                                 | Rozhodčí: Zbyněk Kubičík Čároví: Ladislav Lučan David Potůček |  |

| 3. prosince 2016 16.00 | Rytíři Kladno     | 0 : 1 (0:1, 0:0, 0:0) | HC Slavia Praha | ČEZ stadion Kladno Návštěvnost: 2369                   |  |
| Miroslav Hanuljak      | Miroslav Hanuljak | Brankáři              | Dominik Frodl   | Rozhodčí: Jiří Kašík Čároví: Jan Čížek Petr Křivohlavý |  |
|                        |                   | 0:1                   | 15:54' Jan Pohl | Rozhodčí: Jiří Kašík Čároví: Jan Čížek Petr Křivohlavý |  |
| 10 min                 | 10 min            | Tresty                | 10 min          | Rozhodčí: Jiří Kašík Čároví: Jan Čížek Petr Křivohlavý |  |
| 33                     | 33                | Střely                | 21              | Rozhodčí: Jiří Kašík Čároví: Jan Čížek Petr Křivohlavý |  |

| 5. prosince 2016 18.00                                 | HC Slavia Praha                                        | 3 : 2 (2:0, 1:1, 0:1) | HC Stadion Litoměřice                   | Zimní stadion Eden Návštěvnost: 715                     |  |
| Dominik Frodl                                          | Dominik Frodl                                          | Brankáři              | Jaroslav Pavelka                        | Rozhodčí: Matěj Sýkora Čároví: Jan Toman Richard Coubal |  |
| Jan Holý 08:41' Petr Beránek 10:31' Lukáš Endál 32:33' | Jan Holý 08:41' Petr Beránek 10:31' Lukáš Endál 32:33' | 1:0 2:0 2:1 3:1 3:2   | 24:41' Aleš Pavlas 46:06' Milan Valášek | Rozhodčí: Matěj Sýkora Čároví: Jan Toman Richard Coubal |  |
| 10 min                                                 | 10 min                                                 | Tresty                | 20 min                                  | Rozhodčí: Matěj Sýkora Čároví: Jan Toman Richard Coubal |  |
| 36                                                     | 36                                                     | Střely                | 34                                      | Rozhodčí: Matěj Sýkora Čároví: Jan Toman Richard Coubal |  |

| 7. prosince 2016 18.00                  | HC Slavia Praha                         | 2 : 5 (2:2, 0:1, 0:2)       | HC Dukla Jihlava                                                                                     | Zimní stadion Eden Návštěvnost: 1123                     |  |
| Dominik Frodl                           | Dominik Frodl                           | Brankáři                    | Miroslav Svoboda                                                                                     | Rozhodčí: Jakub Valenta Čároví: Milan Štofa Václav Beneš |  |
| Lukáš Endál 17:14' Zdeněk Kubica 17:31' | Lukáš Endál 17:14' Zdeněk Kubica 17:31' | 0:1 0:2 1:2 2:2 2:3 2:4 2:5 | 02:28' Patrik Danišovský 05:16' Jiří Říha 38:12' Jiří Říha 45:26' David Kajínek 49:23' Richard Diviš | Rozhodčí: Jakub Valenta Čároví: Milan Štofa Václav Beneš |  |
| 16 min                                  | 16 min                                  | Tresty                      | 18 min                                                                                               | Rozhodčí: Jakub Valenta Čároví: Milan Štofa Václav Beneš |  |
| 29                                      | 29                                      | Střely                      | 42                                                                                                   | Rozhodčí: Jakub Valenta Čároví: Milan Štofa Václav Beneš |  |

| 10. prosince 2016 17.30                   | SK Horácká Slavia Třebíč                  | 2 : 0 (1:0, 1:0, 0:0) | HC Slavia Praha | Zimní stadion města Třebíče - Mann+Hummel Arena Návštěvnost: 1870 |  |
| Pavel Jekel                               | Pavel Jekel                               | Brankáři              | Patrik Polívka  | Rozhodčí: Petr Přikryl Čároví: Jaromír Bryška Karel Lukš          |  |
| Jan Wasserbauer 11:23' Petr Mrázek 24:11' | Jan Wasserbauer 11:23' Petr Mrázek 24:11' | 1:0 2:0               |                 | Rozhodčí: Petr Přikryl Čároví: Jaromír Bryška Karel Lukš          |  |
| 10 min                                    | 10 min                                    | Tresty                | 6 min           | Rozhodčí: Petr Přikryl Čároví: Jaromír Bryška Karel Lukš          |  |
| 38                                        | 38                                        | Střely                | 22              | Rozhodčí: Petr Přikryl Čároví: Jaromír Bryška Karel Lukš          |  |

| 14. prosince 2016 18.00                                                                                                  | HC Slavia Praha | 6 : 1 (3:1, 3:0, 0:0)       | HC Most                 | Zimní stadion Eden Návštěvnost: 611                    |  |
| Dominik Frodl | Dominik Frodl | Brankáři                    | Jaroslav Hübl           | Rozhodčí: Jan Doležal Čároví: Milan Kis Ladislav Lučan |  |
| Petr Beránek 12:27' Petr Tejral 14:42' Jan Schleiss 15:39' Antonín Dušek 29:25' Antonín Dušek 30:40' Petr Beránek 32:29' | Petr Beránek 12:27' Petr Tejral 14:42' Jan Schleiss 15:39' Antonín Dušek 29:25' Antonín Dušek 30:40' Petr Beránek 32:29' | 0:1 1:1 2:1 3:1 4:1 5:1 6:1 | 06:52' Jaroslav Šimeček | Rozhodčí: Jan Doležal Čároví: Milan Kis Ladislav Lučan |  |
| 6 min | 6 min | Tresty                      | 4 min                   | Rozhodčí: Jan Doležal Čároví: Milan Kis Ladislav Lučan |  |
| 44 | 44 | Střely                      | 38                      | Rozhodčí: Jan Doležal Čároví: Milan Kis Ladislav Lučan |  |

| 17. prosince 2016 17.00                   | SK Kadaň                                  | 2 : 0 (0:0, 1:0, 1:0) | HC Slavia Praha | Stadion města Kadaň Návštěvnost: 558                                       |  |
| Jan Strmeň                                | Jan Strmeň                                | Brankáři              | Patrik Polívka  | Rozhodčí: Lukáš Bejček Oldřich Hejduk Čároví: Martin Kreuzer David Štětina |  |
| Martin Kohout 27:19' Petr Stloukal 58:32' | Martin Kohout 27:19' Petr Stloukal 58:32' | 1:0 2:0               |                 | Rozhodčí: Lukáš Bejček Oldřich Hejduk Čároví: Martin Kreuzer David Štětina |  |
| 18 min                                    | 18 min                                    | Tresty                | 29 min          | Rozhodčí: Lukáš Bejček Oldřich Hejduk Čároví: Martin Kreuzer David Štětina |  |
| 34                                        | 34                                        | Střely                | 37              | Rozhodčí: Lukáš Bejček Oldřich Hejduk Čároví: Martin Kreuzer David Štětina |  |

| 28. prosince 2016 18.00 | HC Slavia Praha | 6 : 0 (2:0, 2:0, 2:0)   | HC Frýdek-Místek | Zimní stadion Eden Návštěvnost: 1068                        |  |
| Dominik Frodl | Dominik Frodl | Brankáři                | Juraj Šimboch    | Rozhodčí: Tomáš Luczków Čároví: Tomáš Svoboda Petr Maštalíř |  |
| Jan Schleiss 10:50' Václav Jankovský 16:02' Jan Holý 23:48' Zdeněk Kubica 26:26' Václav Jankovský 50:30' Jan Müller 54:19' | Jan Schleiss 10:50' Václav Jankovský 16:02' Jan Holý 23:48' Zdeněk Kubica 26:26' Václav Jankovský 50:30' Jan Müller 54:19' | 1:0 2:0 3:0 4:0 5:0 6:0 |                  | Rozhodčí: Tomáš Luczków Čároví: Tomáš Svoboda Petr Maštalíř |  |
| 22 min | 22 min | Tresty                  | 20 min           | Rozhodčí: Tomáš Luczków Čároví: Tomáš Svoboda Petr Maštalíř |  |
| 37 | 37 | Střely                  | 30               | Rozhodčí: Tomáš Luczków Čároví: Tomáš Svoboda Petr Maštalíř |  |

| 30. prosince 2016 18.00                                         | HC Slovan Ústí nad Labem                                        | 3 : 1 (1:1, 2:0, 0:0) | HC Slavia Praha       | Zimní stadion Ústí nad Labem Návštěvnost: 1536          |  |
| Jakub Soukup                                                    | Jakub Soukup                                                    | Brankáři              | Patrik Polívka        | Rozhodčí: Petr Přikryl Čároví: Ladislav Lučan Milan Kis |  |
| Antonín Melka 17:44' Petr Přindiš 24:13' Daniel Vrdlovec 34:58' | Antonín Melka 17:44' Petr Přindiš 24:13' Daniel Vrdlovec 34:58' | 0:1 1:1 2:1 3:1       | 00:10' David Šafránek | Rozhodčí: Petr Přikryl Čároví: Ladislav Lučan Milan Kis |  |
| 10 min                                                          | 10 min                                                          | Tresty                | 10 min                | Rozhodčí: Petr Přikryl Čároví: Ladislav Lučan Milan Kis |  |
| 28                                                              | 28                                                              | Střely                | 35                    | Rozhodčí: Petr Přikryl Čároví: Ladislav Lučan Milan Kis |  |

| 4. ledna 2017 18.00                                  | HC Slavia Praha                                      | 3 : 2 SN (2:0, 0:2, 0:0 – 0:0 – 1:0) | HC Zubr Přerov                             | Zimní stadion Eden Návštěvnost: 921                                      |  |
| Dominik Frodl                                        | Dominik Frodl                                        | Brankáři                             | Luboš Horčička                             | Rozhodčí: Tomáš Zubzanda Daniel Pražák Čároví: Václav Beneš Štefan Belko |  |
| Jan Schleiss 05:38' Petr Beránek 08:23' Petr Beránek | Jan Schleiss 05:38' Petr Beránek 08:23' Petr Beránek | 1:0 2:0 2:1 2:2 SN                   | 21:05' Lubomír Kovařík 23:25' Tomáš Sýkora | Rozhodčí: Tomáš Zubzanda Daniel Pražák Čároví: Václav Beneš Štefan Belko |  |
| 18 min                                               | 18 min                                               | Tresty                               | 20 min                                     | Rozhodčí: Tomáš Zubzanda Daniel Pražák Čároví: Václav Beneš Štefan Belko |  |
| 30                                                   | 30                                                   | Střely                               | 36                                         | Rozhodčí: Tomáš Zubzanda Daniel Pražák Čároví: Václav Beneš Štefan Belko |  |

| 7. ledna 2017 17.00                      | LHK Jestřábi Prostějov                   | 2 : 3 (0:1, 1:1, 1:1) | HC Slavia Praha                                                 | Zimní stadion Prostějov Návštěvnost: 1325                   |  |
| Pavel Kantor                             | Pavel Kantor                             | Brankáři              | Dominik Frodl                                                   | Rozhodčí: Pavel Obadal Čároví: Jaromír Bryška Marian Poruba |  |
| Jan Rudovský 36:36' Lukáš Krejčík 58:11' | Jan Rudovský 36:36' Lukáš Krejčík 58:11' | 0:1 0:2 1:2 2:2 2:3   | 09:58' Václav Krliš 27:15' Tomáš Šmerha 59:23' Václav Jankovský | Rozhodčí: Pavel Obadal Čároví: Jaromír Bryška Marian Poruba |  |
| 20 min                                   | 20 min                                   | Tresty                | 22 min                                                          | Rozhodčí: Pavel Obadal Čároví: Jaromír Bryška Marian Poruba |  |
| 43                                       | 43                                       | Střely                | 21                                                              | Rozhodčí: Pavel Obadal Čároví: Jaromír Bryška Marian Poruba |  |

| 11. ledna 2017 17.30                                                                              | ČEZ Motor České Budějovice                                                                        | 5 : 1 (2:0, 2:0, 1:1)   | HC Slavia Praha | Budvar aréna Návštěvnost: 6138                                          |  |
| Petr Kváča                                                                                        | Petr Kváča                                                                                        | Brankáři                | Patrik Polívka  | Rozhodčí: Vladimír Pešina Jan Doležal Čároví: Jan Čížek Petr Křivohlavý |  |
| Filip Novák 01:42' Ondřej Šulek 18:10' Roman Vráblík 26:31' Žiga Pavlin 38:24' Tomáš Nouza 51:14' | Filip Novák 01:42' Ondřej Šulek 18:10' Roman Vráblík 26:31' Žiga Pavlin 38:24' Tomáš Nouza 51:14' | 1:0 2:0 3:0 4:0 5:0 5:1 | 53:19' Jiří Rys | Rozhodčí: Vladimír Pešina Jan Doležal Čároví: Jan Čížek Petr Křivohlavý |  |
| 24 min                                                                                            | 24 min                                                                                            | Tresty                  | 45 min          | Rozhodčí: Vladimír Pešina Jan Doležal Čároví: Jan Čížek Petr Křivohlavý |  |
| 35                                                                                                | 35                                                                                                | Střely                  | 18              | Rozhodčí: Vladimír Pešina Jan Doležal Čároví: Jan Čížek Petr Křivohlavý |  |

| 14. ledna 2017 17.30                 | HC Slavia Praha                      | 2 : 1 (1:0, 1:0, 0:1) | HC Benátky nad Jizerou | Zimní stadion Eden Návštěvnost: 854                     |  |
| Dominik Frodl                        | Dominik Frodl                        | Brankáři              | Ondřej Bláha           | Rozhodčí: Michal Dědek Čároví: Ondřej Polák Roman Zídek |  |
| Jan Pohl 02:04' Zdeněk Kubica 32:25' | Jan Pohl 02:04' Zdeněk Kubica 32:25' | 1:0 2:0 2:1           | 57:07' Daniel Špaček   | Rozhodčí: Michal Dědek Čároví: Ondřej Polák Roman Zídek |  |
| 10 min                               | 10 min                               | Tresty                | 14 min                 | Rozhodčí: Michal Dědek Čároví: Ondřej Polák Roman Zídek |  |
| 31                                   | 31                                   | Střely                | 31                     | Rozhodčí: Michal Dědek Čároví: Ondřej Polák Roman Zídek |  |

| 18. ledna 2017 18.00 | HC AZ Havířov 2010 | 7 : 1 (3:0, 2:1, 2:0)           | HC Slavia Praha                             | K&K PNEU Aréna Návštěvnost: 1810                            |  |
| Dušan Šafránek | Dušan Šafránek | Brankáři                        | Dominik Frodl (0–20) Patrik Polívka (21–60) | Rozhodčí: René Trombík Čároví: Radim Adamec Martin Konvička |  |
| Jan Maruna 08:49' Daniel Štumpf 16:39' Petr Kanko 19:20' Jan Maruna 31:59' Jan Maruna 36:17' Marcel Petran 42:59' Petr Kanko 45:09' | Jan Maruna 08:49' Daniel Štumpf 16:39' Petr Kanko 19:20' Jan Maruna 31:59' Jan Maruna 36:17' Marcel Petran 42:59' Petr Kanko 45:09' | 1:0 2:0 3:0 3:1 4:1 5:1 6:1 7:1 | 21:20' Ronald Knot                          | Rozhodčí: René Trombík Čároví: Radim Adamec Martin Konvička |  |
| 12 min | 12 min | Tresty                          | 8 min                                       | Rozhodčí: René Trombík Čároví: Radim Adamec Martin Konvička |  |
| 37 | 37 | Střely                          | 27                                          | Rozhodčí: René Trombík Čároví: Radim Adamec Martin Konvička |  |

| 21. ledna 2017 17.30                | HC Slavia Praha                     | 2 : 3 SN (1:0, 1:0, 0:2 – 0:0 – 0:1) | Rytíři Kladno                                    | Zimní stadion Eden Návštěvnost: 1658                        |  |
| Dominik Frodl                       | Dominik Frodl                       | Brankáři                             | Lukáš Cikánek                                    | Rozhodčí: Tomáš Zubzanda Čároví: Štefan Belko David Štětina |  |
| Jan Novák 09:06' Ronald Knot 30:39' | Jan Novák 09:06' Ronald Knot 30:39' | 1:0 2:0 2:1 2:2 SN                   | 50:06' Petr Tenkrát 59:03' Petr Tenkrát Petr Ton | Rozhodčí: Tomáš Zubzanda Čároví: Štefan Belko David Štětina |  |
| 12 min                              | 12 min                              | Tresty                               | 8 min                                            | Rozhodčí: Tomáš Zubzanda Čároví: Štefan Belko David Štětina |  |
| 26                                  | 26                                  | Střely                               | 34                                               | Rozhodčí: Tomáš Zubzanda Čároví: Štefan Belko David Štětina |  |

| 23. ledna 2017 18.00              | HC Stadion Litoměřice             | 2 : 1 SN (0:1, 1:0, 0:0 – 0:0 – 1:0) | HC Slavia Praha      | Kalich aréna Návštěvnost: 1090                            |  |
| Jaroslav Pavelka                  | Jaroslav Pavelka                  | Brankáři                             | Patrik Polívka       | Rozhodčí: Matěj Sýkora Čároví: Ondřej Malý Miroslav Šimán |  |
| Radek Pilař 29:38' Lukáš Nedvídek | Radek Pilař 29:38' Lukáš Nedvídek | 0:1 1:1 SN                           | 16:00' Martin Kadlec | Rozhodčí: Matěj Sýkora Čároví: Ondřej Malý Miroslav Šimán |  |
| 12 min                            | 12 min                            | Tresty                               | 16 min               | Rozhodčí: Matěj Sýkora Čároví: Ondřej Malý Miroslav Šimán |  |
| 31                                | 31                                | Střely                               | 37                   | Rozhodčí: Matěj Sýkora Čároví: Ondřej Malý Miroslav Šimán |  |

| 25. ledna 2017 17.30                                 | HC Dukla Jihlava                                     | 3 : 2 PP (2:1, 0:1, 0:0 – 1:0) | HC Slavia Praha                        | Horácký zimní stadion Jihlava Návštěvnost: 1546                  |  |
| Jakub Škarek                                         | Jakub Škarek                                         | Brankáři                       | Patrik Polívka                         | Rozhodčí: Jiří Kašík Adam Kika Čároví: Václav Hanzlík Karel Lukš |  |
| Aleš Jergl 07:42' Adam Zeman 09:27' Jiří Říha 61:05' | Aleš Jergl 07:42' Adam Zeman 09:27' Jiří Říha 61:05' | 0:1 1:1 2:1 2:2 3:2            | 02:35' Lukáš Endál 22:49' Václav Krliš | Rozhodčí: Jiří Kašík Adam Kika Čároví: Václav Hanzlík Karel Lukš |  |
| 6 min                                                | 6 min                                                | Tresty                         | 6 min                                  | Rozhodčí: Jiří Kašík Adam Kika Čároví: Václav Hanzlík Karel Lukš |  |
| 39                                                   | 39                                                   | Střely                         | 19                                     | Rozhodčí: Jiří Kašík Adam Kika Čároví: Václav Hanzlík Karel Lukš |  |

| 28. ledna 2017 15.00                                    | HC Slavia Praha                                         | 3 : 2 PP (0:1, 1:1, 1:0 – 1:0) | SK Horácká Slavia Třebíč            | Zimní stadion Eden Návštěvnost: 1046                         |  |
| Dominik Frodl                                           | Dominik Frodl                                           | Brankáři                       | Karel Vejmelka                      | Rozhodčí: Svatopluk Kopeček Čároví: Roman Zídek Ondřej Polák |  |
| Petr Beránek 33:21' Jan Schleiss 54:24' Jan Pohl 60:53' | Petr Beránek 33:21' Jan Schleiss 54:24' Jan Pohl 60:53' | 0:1 0:2 1:2 2:2 3:2            | 14:21' Matěj Pekr 22:47' Filip Král | Rozhodčí: Svatopluk Kopeček Čároví: Roman Zídek Ondřej Polák |  |
| 6 min                                                   | 6 min                                                   | Tresty                         | 8 min                               | Rozhodčí: Svatopluk Kopeček Čároví: Roman Zídek Ondřej Polák |  |
| 40                                                      | 40                                                      | Střely                         | 23                                  | Rozhodčí: Svatopluk Kopeček Čároví: Roman Zídek Ondřej Polák |  |

| 30. ledna 2017 17.30                                                                          | HC Most                                                                                       | 4 : 2 (0:0, 1:1, 3:1)   | HC Slavia Praha                          | Zimní stadion Most Návštěvnost: 273                     |  |
| Patrik Spěšný                                                                                 | Patrik Spěšný                                                                                 | Brankáři                | Dominik Frodl                            | Rozhodčí: Radek Wagner Čároví: Petr Bosák Lukáš Kajínek |  |
| Ondřej Havlíček 39:45' Rostislav Martynek 40:43' Rostislav Martynek 47:42' Kamil Černý 59:37' | Ondřej Havlíček 39:45' Rostislav Martynek 40:43' Rostislav Martynek 47:42' Kamil Černý 59:37' | 0:1 1:1 2:1 2:2 3:2 4:2 | 22:00' Jan Schleiss 45:30' Martin Kadlec | Rozhodčí: Radek Wagner Čároví: Petr Bosák Lukáš Kajínek |  |
| 6 min                                                                                         | 6 min                                                                                         | Tresty                  | 6 min                                    | Rozhodčí: Radek Wagner Čároví: Petr Bosák Lukáš Kajínek |  |
| 29                                                                                            | 29                                                                                            | Střely                  | 27                                       | Rozhodčí: Radek Wagner Čároví: Petr Bosák Lukáš Kajínek |  |

| 1. února 2017 18.00                                       | HC Slavia Praha                                           | 3 : 1 (1:0, 1:0, 1:1) | SK Kadaň           | Zimní stadion Eden Návštěvnost: 585                       |  |
| Patrik Polívka                                            | Patrik Polívka                                            | Brankáři              | Jan Strmeň         | Rozhodčí: Martin Grech Čároví: Ondřej Malý Miroslav Šimán |  |
| Jan Novák 17:52' Martin Bača 27:54' David Šafránek 58:27' | Jan Novák 17:52' Martin Bača 27:54' David Šafránek 58:27' | 1:0 2:0 2:1 3:1       | 50:31' Jan Tomeček | Rozhodčí: Martin Grech Čároví: Ondřej Malý Miroslav Šimán |  |
| 10 min                                                    | 10 min                                                    | Tresty                | 12 min             | Rozhodčí: Martin Grech Čároví: Ondřej Malý Miroslav Šimán |  |
| 22                                                        | 22                                                        | Střely                | 15                 | Rozhodčí: Martin Grech Čároví: Ondřej Malý Miroslav Šimán |  |

| 4. února 2017 17.00                         | HC Frýdek-Místek                            | 2 : 3 (1:1, 0:2, 1:0) | HC Slavia Praha                                          | Hala Polárka Návštěvnost: 2259                            |  |
| Juraj Šimboch                               | Juraj Šimboch                               | Brankáři              | Patrik Polívka                                           | Rozhodčí: Petr Přikryl Čároví: Jaromír Bryška Leon Wesley |  |
| Michal Roman 13:26' Aron Chmielewski 46:25' | Michal Roman 13:26' Aron Chmielewski 46:25' | 0:1 1:1 1:2 1:3 2:3   | 09:35' Jan Schleiss 28:16' Jan Holý 29:28' Václav Pletka | Rozhodčí: Petr Přikryl Čároví: Jaromír Bryška Leon Wesley |  |
| 2 min                                       | 2 min                                       | Tresty                | 6 min                                                    | Rozhodčí: Petr Přikryl Čároví: Jaromír Bryška Leon Wesley |  |
| 24                                          | 24                                          | Střely                | 22                                                       | Rozhodčí: Petr Přikryl Čároví: Jaromír Bryška Leon Wesley |  |

| 8. února 2017 18.00 | HC Slavia Praha    | 1 : 2 (1:0, 0:0, 0:2) | HC Slovan Ústí nad Labem                     | Zimní stadion Eden Návštěvnost: 756                       |  |
| Dominik Frodl       | Dominik Frodl      | Brankáři              | Jakub Soukup                                 | Rozhodčí: Tomáš Luczków Čároví: Martin Ševic Jan Votrubec |  |
| Jiří Půhoný 05:14'  | Jiří Půhoný 05:14' | 1:0 1:1 1:2           | 46:35' Jaroslav Roubík 55:21' Jaroslav Kasík | Rozhodčí: Tomáš Luczków Čároví: Martin Ševic Jan Votrubec |  |
| 16 min              | 16 min             | Tresty                | 6 min                                        | Rozhodčí: Tomáš Luczków Čároví: Martin Ševic Jan Votrubec |  |
| 22                  | 22                 | Střely                | 32                                           | Rozhodčí: Tomáš Luczków Čároví: Martin Ševic Jan Votrubec |  |

| 11. února 2017 17.00 | HC Zubr Přerov      | 1 : 2 (0:1, 0:1, 1:0) | HC Slavia Praha                          | Meo Aréna Návštěvnost: 2781                                       |  |
| Lukáš Klimeš         | Lukáš Klimeš        | Brankáři              | Patrik Polívka                           | Rozhodčí: Jan Doležal Jiří Kašík Čároví: Ladislav Lučan Milan Kis |  |
| Roman Pšurný 57:09'  | Roman Pšurný 57:09' | 0:1 0:2 1:2           | 02:46' Zdeněk Kubica 37:22' Jan Schleiss | Rozhodčí: Jan Doležal Jiří Kašík Čároví: Ladislav Lučan Milan Kis |  |
| 6 min                | 6 min               | Tresty                | 14 min                                   | Rozhodčí: Jan Doležal Jiří Kašík Čároví: Ladislav Lučan Milan Kis |  |
| 33                   | 33                  | Střely                | 22                                       | Rozhodčí: Jan Doležal Jiří Kašík Čároví: Ladislav Lučan Milan Kis |  |

| 13. února 2017 18.00         | HC Slavia Praha              | 2 : 1 SN (0:0, 1:1, 0:0 – 0:0 – 1:0) | LHK Jestřábi Prostějov | Zimní stadion Eden Návštěvnost: 712                                   |  |
| Dominik Frodl                | Dominik Frodl                | Brankáři                             | Pavel Kantor           | Rozhodčí: Michal Dědek Jiří Kašík Čároví: Milan Jindra Martin Kreuzer |  |
| Petr Beránek 23:17' Jan Holý | Petr Beránek 23:17' Jan Holý | 1:0 1:1 SN                           | 32:27' Jakub Šlahař    | Rozhodčí: Michal Dědek Jiří Kašík Čároví: Milan Jindra Martin Kreuzer |  |
| 29 min                       | 29 min                       | Tresty                               | 12 min                 | Rozhodčí: Michal Dědek Jiří Kašík Čároví: Milan Jindra Martin Kreuzer |  |
| 39                           | 39                           | Střely                               | 17                     | Rozhodčí: Michal Dědek Jiří Kašík Čároví: Milan Jindra Martin Kreuzer |  |

### Play off

#### Čtvrtfinále
| 26. února 2017 17.30                                  | HC Slavia Praha                                       | 3 : 2 (1:0, 1:0, 1:2) | SK Horácká Slavia Třebíč                   | Zimní stadion Eden Návštěvnost: 1856                                    |  |
| Dominik Frodl                                         | Dominik Frodl                                         | Brankáři              | Pavel Jekel                                | Rozhodčí: Svatopluk Kopeček Jiří Kašík Čároví: Daniel Reich Tomáš Měkýš |  |
| Jan Pohl 18:42' David Šafránek 39:26' Jiří Rys 50:37' | Jan Pohl 18:42' David Šafránek 39:26' Jiří Rys 50:37' | 1:0 2:0 2:1 3:1 3:2   | 40:36' Richard Kristl 57:31' Radim Zohorna | Rozhodčí: Svatopluk Kopeček Jiří Kašík Čároví: Daniel Reich Tomáš Měkýš |  |
| 18 min                                                | 18 min                                                | Tresty                | 24 min                                     | Rozhodčí: Svatopluk Kopeček Jiří Kašík Čároví: Daniel Reich Tomáš Měkýš |  |
| 28                                                    | 28                                                    | Střely                | 32                                         | Rozhodčí: Svatopluk Kopeček Jiří Kašík Čároví: Daniel Reich Tomáš Měkýš |  |

| 27. února 2017 18.00               | HC Slavia Praha                    | 2 : 1 SN (1:0, 0:1, 0:0 – 0:0 – 1:0) | SK Horácká Slavia Třebíč | Zimní stadion Eden Návštěvnost: 1628                                        |  |
| Dominik Frodl                      | Dominik Frodl                      | Brankáři                             | Pavel Jekel              | Rozhodčí: Pavel Mikula René Trombík Čároví: Václav Hanzlík Vladimír Rožánek |  |
| Martin Kadlec 09:04' Václav Pletka | Martin Kadlec 09:04' Václav Pletka | 1:0 1:1 SN                           | 27:44' Richard Kristl    | Rozhodčí: Pavel Mikula René Trombík Čároví: Václav Hanzlík Vladimír Rožánek |  |
| 10 min                             | 10 min                             | Tresty                               | 10 min                   | Rozhodčí: Pavel Mikula René Trombík Čároví: Václav Hanzlík Vladimír Rožánek |  |
| 27                                 | 27                                 | Střely                               | 22                       | Rozhodčí: Pavel Mikula René Trombík Čároví: Václav Hanzlík Vladimír Rožánek |  |

| 2. března 2017 17.30  | SK Horácká Slavia Třebíč | 1 : 2 (0:0, 1:1, 0:1) | HC Slavia Praha                          | Zimní stadion města Třebíče - Mann+Hummel Arena Návštěvnost: 2430   |  |
| Pavel Jekel           | Pavel Jekel              | Brankáři              | Dominik Frodl                            | Rozhodčí: Jan Doležal Lukáš Bejček Čároví: Ladislav Lučan Milan Kis |  |
| David Dolníček 33:58' | David Dolníček 33:58'    | 0:1 1:1 1:2           | 25:22' Martin Šagát 52:50' Martin Kadlec | Rozhodčí: Jan Doležal Lukáš Bejček Čároví: Ladislav Lučan Milan Kis |  |
| 28 min                | 28 min                   | Tresty                | 26 min                                   | Rozhodčí: Jan Doležal Lukáš Bejček Čároví: Ladislav Lučan Milan Kis |  |
| 42                    | 42                       | Střely                | 27                                       | Rozhodčí: Jan Doležal Lukáš Bejček Čároví: Ladislav Lučan Milan Kis |  |

| 3. března 2017 17.30 | SK Horácká Slavia Třebíč | 0 : 1 (0:0, 0:0, 0:1) | HC Slavia Praha | Zimní stadion města Třebíče - Mann+Hummel Arena Návštěvnost: 2120      |  |
| Pavel Jekel          | Pavel Jekel              | Brankáři              | Dominik Frodl   | Rozhodčí: Radek Wagner Lukáš Bejček Čároví: Ondřej Malý Miroslav Šimán |  |
|                      |                          | 0:1                   | 54:49' Jan Pohl | Rozhodčí: Radek Wagner Lukáš Bejček Čároví: Ondřej Malý Miroslav Šimán |  |
| 8 min                | 8 min                    | Tresty                | 8 min           | Rozhodčí: Radek Wagner Lukáš Bejček Čároví: Ondřej Malý Miroslav Šimán |  |
| 22                   | 22                       | Střely                | 23              | Rozhodčí: Radek Wagner Lukáš Bejček Čároví: Ondřej Malý Miroslav Šimán |  |

#### Semifinále
| 13. března 2017 17.30                                        | ČEZ Motor České Budějovice                                   | 3 : 1 (1:0, 2:0, 0:1) | HC Slavia Praha     | Budvar aréna Návštěvnost: 6421                                         |  |
| Petr Kváča                                                   | Petr Kváča                                                   | Brankáři              | Dominik Frodl       | Rozhodčí: Oldřich Hejduk Pavel Obadal Čároví: Roman Zídek Lukáš Rampír |  |
| Michal Chovan 11:34' Rok Pajič 27:26' Miloslav Čermák 31:34' | Michal Chovan 11:34' Rok Pajič 27:26' Miloslav Čermák 31:34' | 1:0 2:0 3:0 3:1       | 52:12' Martin Šagát | Rozhodčí: Oldřich Hejduk Pavel Obadal Čároví: Roman Zídek Lukáš Rampír |  |
| 18 min                                                       | 18 min                                                       | Tresty                | 26 min              | Rozhodčí: Oldřich Hejduk Pavel Obadal Čároví: Roman Zídek Lukáš Rampír |  |
| 40                                                           | 40                                                           | Střely                | 26                  | Rozhodčí: Oldřich Hejduk Pavel Obadal Čároví: Roman Zídek Lukáš Rampír |  |

| 14. března 2017 17.30                        | ČEZ Motor České Budějovice                   | 2 : 3 (1:0, 0:3, 1:0) | HC Slavia Praha                                         | Budvar aréna Návštěvnost: 6421                                         |  |
| Petr Kváča                                   | Petr Kváča                                   | Brankáři              | Dominik Frodl                                           | Rozhodčí: Roman Svoboda Matěj Sýkora Čároví: Martin Šperl Michal Jílek |  |
| Žiga Pavlin 15:13' Vlastimil Dostálek 51:42' | Žiga Pavlin 15:13' Vlastimil Dostálek 51:42' | 1:0 1:1 1:2 1:3 2:3   | 26:36' Václav Krliš 29:56' Jan Pohl 35:13' Martin Šagát | Rozhodčí: Roman Svoboda Matěj Sýkora Čároví: Martin Šperl Michal Jílek |  |
| 16 min                                       | 16 min                                       | Tresty                | 28 min                                                  | Rozhodčí: Roman Svoboda Matěj Sýkora Čároví: Martin Šperl Michal Jílek |  |
| 36                                           | 36                                           | Střely                | 13                                                      | Rozhodčí: Roman Svoboda Matěj Sýkora Čároví: Martin Šperl Michal Jílek |  |

| 17. března 2017 18.00 | HC Slavia Praha     | 1 : 2 (0:0, 1:2, 0:0) | ČEZ Motor České Budějovice                | Zimní stadion Eden Návštěvnost: 3843                                     |  |
| Dominik Frodl         | Dominik Frodl       | Brankáři              | Petr Kváča                                | Rozhodčí: Jan Doležal Svatopluk Kopeček Čároví: Petr Bosák Lukáš Kajínek |  |
| Petr Beránek 34:42'   | Petr Beránek 34:42' | 0:1 0:2 1:2           | 20:16' Michal Chovan 22:24' Michal Chovan | Rozhodčí: Jan Doležal Svatopluk Kopeček Čároví: Petr Bosák Lukáš Kajínek |  |
| 22 min                | 22 min              | Tresty                | 16 min                                    | Rozhodčí: Jan Doležal Svatopluk Kopeček Čároví: Petr Bosák Lukáš Kajínek |  |
| 28                    | 28                  | Střely                | 42                                        | Rozhodčí: Jan Doležal Svatopluk Kopeček Čároví: Petr Bosák Lukáš Kajínek |  |

| 18. března 2017 17.30 | HC Slavia Praha | 0 : 4 (0:1, 0:2, 0:1) | ČEZ Motor České Budějovice                                                          | Zimní stadion Eden Návštěvnost: 4000 (vyprodáno)                   |  |
| Dominik Frodl         | Dominik Frodl   | Brankáři              | Petr Kváča                                                                          | Rozhodčí: Tomáš Horák Jiří Kašík Čároví: Ondřej Polák Lukáš Rampír |  |
|                       |                 | 0:1 0:2 0:3 0:4       | 12:14' Filip Vlček 26:18' Michal Chovan 29:46' Miloslav Čermák 43:30' Martin Heřman | Rozhodčí: Tomáš Horák Jiří Kašík Čároví: Ondřej Polák Lukáš Rampír |  |
| 99 min                | 99 min          | Tresty                | 84 min                                                                              | Rozhodčí: Tomáš Horák Jiří Kašík Čároví: Ondřej Polák Lukáš Rampír |  |
| 19                    | 19              | Střely                | 35                                                                                  | Rozhodčí: Tomáš Horák Jiří Kašík Čároví: Ondřej Polák Lukáš Rampír |  |

| 20. března 2017 17.30                                                            | ČEZ Motor České Budějovice                                                       | 4 : 1 (1:0, 1:1, 2:0) | HC Slavia Praha         | Budvar aréna Návštěvnost: 6421                                          |  |
| Petr Kváča                                                                       | Petr Kváča                                                                       | Brankáři              | Patrik Polívka          | Rozhodčí: Radek Wagner Pavel Würtherle Čároví: Aleš Hejl Lukáš Podrazil |  |
| Rok Pajič 09:22' Jakub Babka 30:04' Vladimír Škoda 42:48' Miloslav Čermák 58:40' | Rok Pajič 09:22' Jakub Babka 30:04' Vladimír Škoda 42:48' Miloslav Čermák 58:40' | 1:0 2:0 2:1 3:1 4:1   | 30:52' Václav Jankovský | Rozhodčí: Radek Wagner Pavel Würtherle Čároví: Aleš Hejl Lukáš Podrazil |  |
| 31 min                                                                           | 31 min                                                                           | Tresty                | 31 min                  | Rozhodčí: Radek Wagner Pavel Würtherle Čároví: Aleš Hejl Lukáš Podrazil |  |
| 29                                                                               | 29                                                                               | Střely                | 18                      | Rozhodčí: Radek Wagner Pavel Würtherle Čároví: Aleš Hejl Lukáš Podrazil |  |